# Стефанидинодар (Азовский район)
Стефанидинодар — село в Азовском районе Ростовской области.
Входит в состав Круглянского сельского поселения.

## География
Расположен в 25 км (по дорогам) юго-западнее районного центра — города Азова, на берегу Таганрогского залива.

### Улицы
- ул. 70 лет Октября,
- ул. Береговая,
- ул. Горького,
- ул. Зелёная,
- ул. Комарова,
- ул. Комсомольская,
- ул. Кошевого,
- ул. Крупской,
- ул. Луговая,
- ул. Мира,
- ул. Морозова,
- ул. Новая,
- ул. Пролетарская,
- пер. Калинина,
- пер. Кирова,
- пер. Куйбышева,
- пер. Ленина,
- пер. Ломоносова,
- пер. Осипенко,
- пер. Победы,
- пер. Титова,
- пер. Фрунзе,
- пер. Чапаева,
- пер. Чехова.

## История
Деревня Стефанидин Дар и поселок Лизетин так именовались селения Семибалковской волости, Ростовского уезда, Екатеринославской губернии названные в честь дворянок Стефаниды Васильевны Похвисневой и её племянницы генерал-майорши Елизаветы Антоновны Гостомиловой (урожденной Елиашевичевой) (ГАКО Ф −184. оп 2. д 810). ==
Существуют поверье, что Стефанидинодар назван в честь дворянки Стефаниды давшей вольную своим крепостным крестьянам, наделив их принадлежащей ей землёй на берегу Таганрогского залива, а они в честь её подарка дали название селу, что отчасти является мифом. Ни наделов земли, ни дачи вольной крестьянам Стефанида Васильевна не делала, но дарение земли крестьянам все же было «внучатой племянницей» Стефаниды.
Проживала Стефанида Васильевна в Курской губернии, Обоянском уезде, деревне Береговой, в настоящее время это село Береговое-1, в Прохоровском районе, Белгородской области. Скончалась в июле 1844 года (ГАКО Ф -184. оп 2. д 810).
Земли, где она основала Стефанидин Дар и Лизетин, она приобрела у Сарандинаки, местных дворян. Ранее эти земли именовались «круглое-крестище» и представляли собой пустошь. Стефанида купила «пустопорожнюю землю» (ГАРО Ф-213. оп 1. д 361).
Задолго до покупки земель Стефанидой Васильевной в Ростовском уезде проживала её родная сестра Глафира Васильевна Норецкая (урождённая Похвиснева, Романова по первому мужу), в честь которой названо село Глафировка, являвшаяся соседкой дворянам Сарандинаки. С большой вероятность можно сказать, что Глафира имела прямое отношение к покупке земель Стефанидой у дворян Сарандинаки.
Дата основания Стефанидинодара 21 июля (2 августа) 1828 года. Стефанида Васильевна была «девицей», своих детей не имела, а все свои владения в Курской и Екатеринославской губерниях оставила своей племяннице и воспитаннице Елизавете Гостомиловой (ГАКО Ф -184. оп 2. д 810).
Известно, что село Стефанидинодар имело название первоначально Двадцатихат, затем Стефанидин Дар, а поселок Лизетин именовался Семихат. Также Стефанидин Дар имел неофициальные народные названия. Первое название Гостомиловка, в честь племянницы Гостомиловой, которая по духовному завещанию составленному в 1833 году тетушкой должна была вступить в права наследства по смерти Стефаниды Васильевны. Гостомиловка впоследствии будет часто фигурировать в СМИ и документах как второе название Стефанидин Дара. Ещё одно не официальное название Олефировка, которое на суржике звучало Лыхвыровка. Установить документально появления этого названия пока не удалось. Сохранилось лишь предание, о появлении Олефировки. До покупки земель Стефанидой, в районе будущего Стефанидин Дара, на песчаном берегу Таганрогского залива существовали частные рыбные заводы. Владельцем по преданию был некий Олефиренко. Фамилия владельца и легла в основу топонима Олефировка.
Первое документальное упоминание населённых пунктов встречается в духовном завещании Похвисневой за 1833 год, где указывается деревня Стефанидин Дар и Лизетин, а также переведенные и поселенные Стефанидой Васильевной из Курской губернии, Обоянского уезда, 100 ревизских душ крестьян (великороссиян) и малороссиян (украинцев) мужского пола, из деревни Береговой и слободки Похвисневки (ГАКО Ф-184. оп 2. д 810). Среди большинства переселенцев согласно ревизской сказке по деревне Береговой были малороссияне (ГАКО Ф-184. оп 2. д 439), переведенные в 1816 году Стефанидой Васильевной из деревни Макеевки, Лебединского уезда, Харьковской губернии в деревню Береговую. А прежде были куплены её матерью Надежной Ивановной Похвисневой в 1804 году вместе с деревней Макеевкой, у прокурора Курской губернии Федосея Кузьмича Яцына (ГАХО Ф-31. оп 141.д 136), и впоследствии переведены в Екатеринославскую губернию, Ростовский уезд, деревню Стефанидин Дар и поселок Лизетин (ГАРО Ф-376. оп 1. д 100).
Документально подтвержденный перевод в 1830 году четырёх семей крестьян (великороссиян) из Курской губернии в Ростовский уезд - Шокаревы, Минаковы, Бутовы, Щепляковы (ГАКО Ф-184. оп 2. д 563). Точная дата перевода малороссиян остается неизвестной, но по анализу ревизских сказок они были переведены с 1828-1829 год. Их потомки и по ныне проживают в Стефанидинодаре - Котенко, Гавриленко, Кононенко, Шаповаловы, Доля, Буцан, Бабич, Панчеха, Сушков, Коленчук, Соченко, Бедленчук. (ГАКО Ф-184. оп 2. д 439). Подтверждение вышесказанному находится в ревизской сказке за 1834 год, где уже упоминаются первые жители деревни Стефанидин Дар и Лизетин дворянки генерал-майорши Елизаветы Антоновны Гостомиловой (ГАРО Ф-376. оп 1. д 100).
В октябре 1846 года Елизавета Гостомилова, вступившая в права наследства покупает малороссиян в селе Гринцевое, Лебединского уезда, Харьковской губернии -  Пасечник, Белогубец, Борисенко, Жила, Антипов, Семенюта, Ткаченко, Гузенко, Прасоленко, Балинский, Шведкий, Лушпай и в слободе Ворожбе, Лебединского уезда, Харьковской губернии - Диденко, Татаренко, Деревянченко, у дворянина Николая Романова и переводит их в Стефанидин Дар (ГАРО Ф-376. оп 1. д 271).
Завершающим этапом в формировании жителей Стефанидин Дара стал 1859 год. Елизавета Гостомилова из двух деревень Курской губернии Береговой и Альховатки переводит крестьян в Стефанидин Дар (ГАРО Ф-235. оп 1. д 7). Из деревни Береговой - Мамоновы и Мухины, из деревни Альховатки - Зеленины, Сапрыкины, Прошины, Полянские, Щепляковы, Черновы.
Второго марта 1860 года Елизавета Гостомилова передает Стефанидин Дар и Лизетин своей дочери Марии Александровне Питра (урождённой Гостомиловой) (ГАРО Ф-53. оп 1. д 202). В собственности Марии было 3077 десятин земли (ГАРО Ф-99. оп1. д131). Мария Александровна вышла замуж за Альберта Самойловича Питра и проживали в Харькове по пер. Горяиновскому. Альберт Самойлович был личность очень известной, действительный статский советник, профессор Харьковского университета. В браке Мария Александровна и Альберт Самойлович имели пятерых детей, Елену, Владимира, Евгения, Константина, Марию и Наталью.
После отмены крепостного права в 1861 году крестьяне вышли из зависимости и начали свободное переселение. Так согласно метрическим записям начиная с 1875 года в Стефанидин Дар переселяются семьи Терентия Семеновича Кондрашова, а крестной его дочери Марии, становится сама Мария Александровна Питра. Из Таганрогского округа, села Самбек семья Федор Михайлович Дегтярева;  Степана Евстигнеевича Верховодова;  Вонежской губернии, Бирюченского уезда, Веселовской волости, Иван Никитович Олейник;  Ивана Дионисьевича Клименко;  Орловской губернии, города Севска, в Стефанидин Дар переселяется мещанин М. М. Чеботарев с семьей; Курской губернии, Тимского уезда, деревни Альховатки, семья Семена Степановича Тагаева; а также семьи Александра Алексеевича Буравицкого и Ефрема Егоровича Подбельцева из Курской губернии, деревни Береговой; отставной рядовой Михаил Никитович Тараканов.*
Мария Александровна Питра жена действующего статского советника, была не безразлична к крестьянам Стефанидин Дара и Лизетина. В 1867 году она дарит крестьянам землю в количестве 1311/4 десятин для деревни Стефанидин Дар и 581/2 десятин для крестьян поселка Лизетин. Кроме того для последних, за добровольное перенесение их усадеб на собственный счет под деревню Стефанидин Дар, подарено ещё 34 десятины, что составило всей земли 2233/4 десятины. Поселок Лизетин (Семихат) изначально был основан западнее Стефанидин Дара, а по решению Марии Александровны Питра, расположился восточнее Стефанидин Дара, за что крестьяне Лизетина и получили 34 десятин земли (ГАРО Ф-98. оп1 ч1. д 1004). В дальнейшем 34 десятины земли стали камнем преткновения между крестьянами Стефанидин Дара и Лизетина. Вот как гласит рапорт Семибалковского волостного старшины за 1881 год:«деревня Стефанидин Дар и поселок Лизетин составляя одно общество владели до сего времени всею землей вместе. В настоящее же время крестьяне поселка Лизетин настаивают, что подаренная собственно им, за перенос усадеб земля 34 десятин оставалась в исключительно их использовании. Крестьяне деревни Стефанидин Дар со своей стороны не отрицают права крестьян Лизетина на 34 десятины земли и отдают их полное распоряжение неудобной земли (пески), а те её не принимают, требуя 34 десятины удобной земли. Между тем как в данной не упомянуто, какая именно земля подарена поселку Лизетин и не означены границы этой земли, а ясно определённо вся земля 2233/4 десятин. В результате этого между крестьянами деревни Стефанидин Дар и поселка Лизетин происходят раздоры и не довольствия, а при распределении земли под посевы, дело доходит до драки. Поэтому волостное правление рапортом своим от 12 сентября 1879 года за № 423 просило Ростовское уездное по крестьянским делам присутствие разъяснить это недоразумение и если нужно, то выслать уездного землемера для размежевания упомянутой земли, но до сего времени ответа не получено. Донося об этом вашему высокоблагородию, волостное правление покорнейше просит не найдет ли нужным пожаловать в деревню Стефанидин Дар для решения этого спора, так как в непродолжительном времени предстоит распределение земли под посев.» Для разрешения данного спора был выслан уездный землемер, за счет сельского общества крестьян. В результате спор между крестьянами закончился мировым соглашением, но фактически напряжение и недовольство осталось между крестьянами Стефанидин Дара и Лизетина (ГАРО Ф-98. оп1 ч1. д 1004).                                
Стефанидин Дар продолжает пополняться иногородними, которые впоследствии стали коренными жителя.  Черниговской губернии, Мглинского уезда, с. Березовки, казак - Ульян Леонтьевич Ганжа, из Курской губернии, Корочанского уезда, Подолешанской волости, хутора Григорьевка, на постоянное место жительство переезжает Михаил Кононов, взяв местную девицу Ирину Шведкую в жены в 1878 году. (ГАРО Ф-803.оп2 д 122). За 1880 год в метрических записях указаны семьи переселившиеся в Стефанидин Дар и Лизетин: из Полтавской губернии, Годячского уезда, д. Красная Лука - Харитон Андреевич Доценко (Децик); Курской губернии, Дмитриевского уезда, д. Лехты - Семен Платонович Нартов.  Азовские мещане - Михаил Александрович Кабанов, Исидор Михайлович Козырев, Иван Андреевич Коренев и Андрей Михайлович Водолажский (Водолацкий), Ионисий Андреевич Водолажский, Зиновий Михайлович Саута, Иван Андреевич Коробко (ГАРО Ф-803.оп2. д 122,123). Таганрогские мещане Василий Давидович и Тихон Давидович  Карповы, а также Иван Карпович Евтушенко. Из села Александровка, Ростовского уезда- Семен Федорович Коробко.  Семьи Григория Егоровича Кухарева и Федора Демьяновича Юрченко.* Происходит трансформация фамилий. Так Саенко становится Сотченко, Гузь -Гузенко, Мухины-Муха, Водолжаский-Водолацкий.
Крестьяне поселка Лизетин предприняли в ноябре 1885 году попытку отделиться от крестьянского общества Стефанидин Дара и образовать свое крестьянское общество. Вот как гласило прошение крестьян Лизетина «По 1869 год крестьяне поселка Лизетина имели отдельное сельское общество, а в 1869 году сельские общества Стефанидин Дара и Лизетина соединились. Крестьяне поселка Лизетина: Андрей Шокарев, Иван Полянский, Федор Лушпай, Михаил Кононов, Яков Ткаченко, Мирон Ткаченко, Яков Диденко просят крестьянское по делам присутствие об отделении Лизетина от общества Стефанидин Дара. Крестьяне Стефанидин Дара постоянно наносят обиды крестьянам Лизетина, а с 1886 года выбирают своего старосту и сельских начальств». Под этим прошением подписалось 47 домохозяев Лизетина (ГАРО Ф- 98. оп1 ч1. д 1356).
После смерти своего сына Владимира, похороненного в ограде церкви села Круглое, дворянка Мария Питра, покидает город Харьков и начинает проживать на постоянной основе в имении своем, в селе Стефанидин Дар.* Сложившиеся миролюбивые отношения с крестьянами, побудили Марию сделать большой вклад в образование крестьян. В 1887 году Мария Александровна принимает решение построить за свой счет малое народное училище- то есть школу.  Мало того, берет на себя обязанность за содержание училища и оплату заработной платы учителя, делая обучение детей бесплатным.* 
Стоит отметить, что по анализу архивных документов, Мария оказалась единственным помещиком Ростовского уезда, который построил школу для крестьян за свой счет, а также взяла на себя обязательства по содержание учебного заведения. Какая любовь к своим бывшим крепостным крестьянам  двигала Марией остается только догадываться. 
В декабре 1887 года открывается народное Гостомиловское училище, точное число в архивных документах не указано. Школа представляла собой одну комнату для трех отделений, деревянная.* Первым учителем школы села Стефанидин Дара стал Василий Алексеевич Лукьянов, православного вероисповедания, казачьего сословия. Был приглашен преподавать покровительницей школы.  Получал заработную плату 300 рублей в год от Марии Александровны.* Стоит обратить внимание, что заработная плата учителя Лукьянова была довольно большой для небольшого села, благодаря щедрости Марии. В первый год своей работы в училище обучалось всего 14 мальчиков.* 
В 1888 году земли крестьянского общества Стефанидин Дара пополнилось ещё 1040 десятинами, по купчей крепости совершенной 23 мая 1888 года с помощью крестьянского поземельного банка, где была взята ссуда в размере 50000 рублей. Земля была куплена у Марии Александровны Питра.*
Инспектор народных училищ А.У. Бужинский 4 ноября 1888 года посещает Гостомиловское училище с проверкой. Единственным замечанием инспектора по работе, оказалось то, что дети второго отделения читают и пишут крайне плохо. Учитель объяснил это тем, что дети поступают в школу разновременно, и часто в учебное время берутся своим родителя на работу.*
http://azovlib.ru/2016-04-06-12-22-12/2016-06-27-12-53-24/2-uncategorised/3244-2022-06-04-13-02-25
Период конца столетия  отмечен вновь прибывшими на проживание в Стефанидин Дар и закрепившими впоследствии статус коренных жителей. Крестьянин Михаил Прокофьевич Татков;  Воронежской губернии, Бирюченского уезда, села Алексеевки - Семен Федорович Коробко (ГАРО Ф-803.оп2. д 125, 126); Воронежской губернии, Задонского уезда, села Дмитриевки - Яков Иванович Музыльков;  Томской  губернии, Борисоглебского уезда, слободы Станичной - Гаврил Иванович Понамарев;  посада Азов мещанин Иван Петрович Дмитренко; Полтавской губернии, Полтавского уезда, Чутовской волости и села Чутово - Тимофей Григорьевич Чмутов; Орловской губернии, Ливенского уезда, с. Гатища - Алексей Федорович Прохоров (ГАРО Ф-803.п2. д 1242). 
Происходит трансформация фамилий. Так Саенко становится Сотченко (Соченко), Гузь -Гузенко, Мухины-Муха, Водолжаский-Водолацкий. Закрепляются дворовые фамилии или так называемые уличные прозвища. Связано это было с большим количеством однофамильцев в селе. К примеру самые распространенные сохранились до сих пор. Так уличное прозвище получили "Катоновы" по имени Катон Ильича Шаповалова. Самсоновы по имени Самсона Даниловича Шаповалова. Саввичи по имени Саввы Галактионовича Борисенко. Марковы от Марка Дмитриевича Шокарева. Гуровы стали называться от Гура Зеленина.  
В 1890 году на службу в Гостомиловское училище по просьбе Марии поступает законоучитель, священник  Платон Дмитриевич Иванов.* Согласно метрическим записям сама Мария, и большинство жителей Стефанидин Дара исповедовалась и приобщалось у этого священника.*  Христианские обряды Платон Иванов проводил в стенах Вознесенской церкви села Круглое, где штатным священником был Гаврил Алексеев.
В октябре 22 числа 1891 года Мария Александровна Питра в возрасте 50 лет умирает в своем имении в Стефанидин Даре. (ГАРО Ф-803. оп 2. д 127)  Хоронят её в ограде церкви села Круглое, возле могилы своего сына. В этот период времени и происходит объединение Стефанидин Дара и Лизетин, что скорее всего и связано с кончиной Марии Александровны.
Интересное событие описывает газета Приазовский край за № 110 от 2 мая 1893 год: Войсковой Наказный Атаман войска Донского, с соизволения министра внутренних дел разрешил дочери действительного статского советника Елене Питра перевезти из села Круглого в деревню Стефанидин Дар тела её матери и брата, погребенных в ограде приходской церкви села Круглого. Оба тела по вскрытии из земли вместе с гробами, должны быть заключены в герметически закупоривающие ящики и в таком виде перевезены в Стефанидин Дар для погребения. Установить место перезахоронения Стефанидин Дарской помещицы, а также причины перезахоронения из столь престижного места, на данный момент не удалось. Но данное событие совпадает с приготовлением к постройке своей церкви села Стефанидин Дар.
По приговору № 7 сельского общества состоявшегося 26 мая 1894 года, по созыву сельского старосты Зиновия Шаповалова единогласно постановили: выстроить в нашей деревне Стефанидин Дар деревянную церковь. Для чего избрать из среды нас доверенными по сему делу Ивана Васильевича Шаповалова, Никифора Самойловича Кононенко и Никиту Никандровича Бедленчук, уполномочив их сим приговором ходатайствовать пред епархиальным начальством о разрешении нам выстроить деревянную церковь во имя Рождества Пресвятой Богородицы в нашей деревне.* Согласно данным Семибалковского волостного старшины Петренко, церковь полностью сооружена в 1899 году (ГАРО Ф-697.оп 2.д 77).
Харьковский нотариус Смирницкий 10 августа 1894 года совершил раздельный акт семьи Питра по имению Стефанидин Дара и Лизетино (ГАРО Ф-53. оп 1. д 202). Елена Альбертовна Альховская (Питра) и Наталья Альбертовна Питра получили недвижимого имения в собственность 203 десятины 700 квадратных саженей удобной и неудобной земли. Мария Альбертовна Коваленская (Питра) из недвижимого имения 205 десятин 1050 квадратных саженей удобной и неудобной земли. Евгений Альбертович, Константин Альбертович и сам Альберт Самойлович получают в общее пользование 2338 десятин, 1250 саженей, со всеми находящимися на той земле постройками и садом.
Константин Альбертович Питра (27. 11. 1866 г.р)  проживал в Ростовском уезде и оставил свой политический след. Занимал должность предводителя дворян Ростовского уезда с 1895 по 1901 годы. Был владельцем племенного конского завода располагавшегося в Стефанидин Даре. В 1898 году вместе с инженером механиком Дмитрий Ивановичем Жученьковым организует акционерное общество «Аксай», известное как завод «Красный Аксай». Адрес проживания Константин Альбертович указывает как, Область Войска Донского, Ростовский округ, станция Кагальник, имение Гостомиловка (ГАРО Ф- 53. оп 1. д 270).http://www.azovlib.ru/index.php/2016-04-06-12-22-12/2016-06-27-12-46-51/2-uncategorised/2876-2019-09-25-11-53-19
Впоследствии часть земли, принадлежащие семье Питра после раздела, начиная с 1901 года постепенно перейдут в собственность крестьян собственников Василию Калиновичу и Тихону Васильевичу Лесниченко, проживавших в Ростовском округе, Семибалковской волости, первый в имении своем в деревне Гостомиловке, а второй в селе Семибалках. Сначала доли Марии, Елены и Натальи будут проданы Лесниченко. В городе Харькове 15 сентября 1901 года умирает глава семейства Альберт Самойлович Питра. Оставшаяся часть в количестве 1933 десятин 2380 сажень земля, будет в общем владении Константина и Евгения Питра. Вскоре Евгений продаст свою долю брату Константину, из их общего владения. Константин станет последним единственным владельцем земли при Стефанидин Даре из семьи Питра. Но уже в ноябре 1903 года Константин продаст всю принадлежащую ему землю, сельскому обществу Стефанидин Дар с обширным барским домом.
В барском доме сельское общество Стефанидин Дара приспособило ремесленническое училище. А в 1906 году крестьянское общество Стефанидин Дара возбудило ходатайство, о открытии вместо училища, ремесленнической школы. Ходатайство было удовлетворено. Так в 1906 году в Стефанидин Даре, в помещении бывшего барского дома семьи Питра заработала ремесленническая школа.
 Появляются крестьяне собственники владеющие землей: Василий Лесниченко 685 десятин, Тихон Лесниченко 400 десятин, наследники Григория Буцана 390 десятин, Агафья Шокарева 200 десятин, Гордей Диденко 100 десятин, Евдоким Пасечник 80 десятин, Никита Котенко 15 десятин, Яков Котенко 15 десятин.* Появляются хутора с одноимёнными названиями. Так по данным памятной книги Области Войска Донского на землях Стефанидин Дара имеются постоянные и временные хутора Буцана, Котенков, Шокарев, Диденков, Пасечников, Лесниченко.
Иван Петрович и Пантелеймон Петрович Квитченко в 1907 году просят должностных лиц Семибалковской волости причислить их семьи к селу Стефанидин Дару. Являясь жителями села Кагальник, но по факту проживали в Стефанидин Даре на правах иногородних. Их потомки до сих пор проживают в Стефанидинодаре (ГАРО Ф-213. оп1. д 10997).
Екатеринославский епархиальный училищный совет в 1910 году по мимо народного училища, при церкви планирует ещё открытие церковно-приходской школы грамотности на 76 человек школьников и двух учителей. (ГАРО Ф-189.оп1. дело 137). 
Тихон Васильевич Лесниченко в 1911 году сооружает хлебную ссыпку на территории «экономии Питра» и склад из 6 амбаров, вместимость которых определялась в 200 000 пудов зерна*. Три амбара сохранились в настоящее время. Благодаря хлебной ссыпке, расположенной на склоне морского обрыва, зерно морским путем поставлялось в порты Таганрога и Ростова.
Согласно статистическим сведениям на 1 января 1912 года в Стефанидин Даре функционирует церковно-приходская школа в составе двух учителей, священника Константина Духовского и учителя псаломщика Григория Артеменко (ГАРО Ф-189.оп1. дело 151). Начало работы церковно-приходской школы  Стефанидин Дара проходило с большими трудностями. Вот как описывают ситуацию Константин Духовский и Григорий Артеменко на 11 октября 1914 года: притч имеет честь донести, что при означенной церкви Рождества Богородицы существует школа грамоты, размещенная в церковной строжке. Учащихся в школе 25 человек. Было бы гораздо больше, но за теснотою помещения в приеме многим желающим учиться пришлось отказать. Комната ремонтируется приходским попечительством, а отапливается за счет учеников. Без обучения грамоте детей школьного возраста в Стефанидин Даре остается около 200 душ*.
В помещение народного училища села Стефанидин Дар 1 августа 1917 года было принято решение о образование общества потребителей. Учредителями Стефанидин Дарского общества потребителей стали Иван Котенко, Терентий Кононов, Григорий Чернов, Сергей и Данило Диденко, Тихон Бабич, Ефим Буцан и Николай Шаповалов*.
Ростовским окружным судом 13 декабря 1918 года зарегистрировано Стефанидин Дарское кредитное товарищество. В члены совета кредитного товарищества вошли Ф. Я. Диденко, Т. М. Котенко, Е. А. Шаповалов, Г. Н. Ткаченко, а члены правления Г. Я. Кононенко, Г. Т. Чернов, Ф. К. Лушпай и счетовод И. С. Вишняков. На июнь 1919 года в Стефанидин Дарском кредитном товариществе состоял 151 член, кредитов выдано на 142 тыс. 650 рублей. *
Образовывается новая Стефанидин Дарская волость в 1918 году, состоящая из одного села.
Вот как описывает посетивший село Стефанидин Дар в 1919 году инспектор М. И. Минаев: «Общее число жителей 2245 человек. Мужчин 1187 человек, женщин 1058 человек, число дворов 274. На каждый двор приходится свыше 8 человек. На все село имеется 5 кузнецов, 3-4 сапожника и две ветряные мельницы. Хотя постройки большей частью глинобитные с камышовыми крышами, но внешний вид дворов свидетельствует о зажиточности крестьян. В селе имеется одно-причтная церковь и двухкомплектное народное училище, в лице священника и двух учителей исчерпываются интеллигентные силы села.»*
В январе 1919 года образовывается Стефанидин Дарский союз увечных воинов. Членами стали жители Стефанидин Дара участвующие и получившие ранения в первой мировой войне. Учредителями стали: Михаил Иванович Шокарев, Иван Иванович Шаповалов, Иван Анисимович Сапрыка, Егор Андреевич Шаповалов, Семен Емельянович Кононенко, Михаил Федорович Бабич, Даниил Васильевич Гавриленко.*
15 апреля 1919 года подаются документы на регистрацию Стефанидин Дарского культурно просветительского общества имени Н. В. Гоголя. Учредителями общества стали: И. Вишняков, Г. Кононенко, Г. Чернов, Игнат Шокарев,Терентий Кононов, О. Диденко, Григорий Ткаченко.*
1 апреля 1920 года образовывается Стефанидин Дарский сельский совет, расположившийся по адресу улица Мира № 44. Первым председателем был Иванов Иван Васильевич. Находился в кирпичном здании 1894 года постройки, общей площадью 80 квадратных метров, имел 8 комнат и 15 окон, а также имел подсобное помещение кирпичный сарай 1914 года постройки. Через 35 лет будет объединен с Круглянским сельским советом, послужив началом объединения общественной жизни двух соседних сел.
Начальная школа Стефанидин Дарского сельского совета была построена в 1920 году, кирпичная. Общая площадь здания школы составляла 100 квадратных метров и имела 24 окна.
В 1925 году политика раскулачивания коснулась Стефанидин Дара, что привело к голоду и сильным конфликтам в сельском обществе, а также негативным отношением крестьян к коммунистам. Земли ранее принадлежащие сельскому обществу, а также крестьянам собственникам перешли в собственность государства. Азовский райком ВКП поселяет на земли Стефанидин Дара немцев коммуны «Красной Германии», что спровоцировало конфликт. В результате разбирательств хлеборобы Стефанидин Дара были обвинены во враждебных отношениях к поселившимся немцам.*
Параллельно начинается выселение зажиточных крестьян (помещиков) с конфискацией земель и имущества. Поводом послужил донос 24 июня 1925 года одного из жителей Стефанидин Дара. Согласно доносу, зажиточные жители села Стефанидин Дара, братья Шокаревы во время голода раздавали пайки хлеба из собственных запасов детям односельчан: Я заявляю в том, что граждане Шокаревы братья, за углом производили раздачу пайков детям. А я шел сего числа в сельсовет и из-за дома дохожу до угла Шокарева и слышу разговор. И меня заинтересовало, как недавно прибывшего из Красной армии, послушать этот разговор. И слышу в чём Шокарев Поликарп говорит детям, если вы будете коммунистами тогда я не дам пайка, если может быть из вас кто сейчас помолится богу, то и тогда не дам. Детишки мальчики и девочки все закричали, все молятся. Я стоял за углом, покудово Поликарп не раздал пайки. Тогда я и пошел в сельсовет и посему подписываюсь.*
Были раскулачены Иван Иванович и Федор Иванович Буцан, а также братья Иван, Владимир, Семен, Поликарп, Анисимовичи Шокаревы с конфискацией хуторов, которые располагались в отдалении от села.
Сельская библиотека расположилась в кирпичном здании 1927 года постройки, общей площадью 50 квадратных метров с 6 окнами. Сельский клуб был деревянным, данные о площади не известны, имел 4 окна и был построен в 1928 году.
После окончания раскулачивания и переход сельскохозяйственных земель из частной собственности в государственную, началась коллективизация. Образовывается два колхоза, «Труженик поля» и рыбколхоз «Путь рыбака», а также коммуна ОГПУ. Труженик поля образован 13.10.1929 года и располагался по улице Мира № 45. Образование колхозов потребовало увеличения работников и квалифицированных управленцев. Этот период отмечен очередным этапом заселения Стефанидинодара, в основном членов коммунистической партии. Документально установлено переселение семьи Понятовских из Одесской области, Братского района, хутора Гранович, семьи Бельмесовых из села Топки, Лев-Толстовского района, Липецкой области. Также переселяются семьи Матняк, Ганжа, Якубенко, Румынский, Черкаский, Логвиненко и д.р…
В связи с реформированием в 1934 году из колхоза «Труженик поля» выделился колхоз «Красный броневик», который располагался по адресу улица Мира № 88. Коммуна ОГПУ войдет в состав колхоза «Красный броневик». После очередной реформы в 1951 году колхозы Труженик поля и Красный броневик объединяются в колхоз имени Жданова, председателем которого стала Понятовская Мария Трофимовна. Колхоз Жданова просуществует всего пять лет и согласно протоколу № 15 от 22 июня 1956 года будет принято решение о укреплении и объединении с Круглянским колхозом имени Сталина в один колхоз Ленинское знамя. Первым председателем колхоза Ленинское знамя станет Калашников Анатолий Федорович. Колхоз Путь рыбака просуществует с 1929 года по 1956 год и также войдет в состав Ленинского знамени. Колхоз располагался по улице Рыбацкой № 22, которая будет переименована в улицу Кошевого.
Стоит также отметить, что улицы села Стефанидинодар имели старые названия, такие как улица Морская, Рыбацкая, Советская, Полевая, Степная, Школьная, а также девять переулков. Названия переулки не имели, а нумеровались, например переулок № 1,2,3 и т. д..
Образование колхоза Ленинское знамя пошло на пользу и отмечено значимыми событиями. Решением членов колхоза от 14 февраля 1957 года протоколом № 5, была создана строительная бригада в количестве 60 человек, которая должна была решать не только строительные нужды колхоза в сфере сельского хозяйства, но и строительством социальных и культурных объектов. Связано такое решение было с построенным кирпичным заводом, который располагался на западной окраине села Круглого. Общим собранием членов колхоза Ленинское знамя, согласно протоколу № 14 от 15 мая 1958 года, пуск завода состоялся 19 мая 1958 года. Данное событие послужило ряду предложений. Так на собрании членов колхоза Ленинское знамя, Анна Никитична Рева впервые подняла вопрос о постройке десятилетней школы села Стефанидинодар. Но начало работы завода проходило очень тяжело и от начала до полной работы завода ушло несколько лет. Работники завода отказывались выходить на работу из-за тяжелого ручного труда и отсутствия механизации, что в итоге заставило руководство колхоза механизировать работу кирпичного завода.
Знаковым событием для Стефандинодара стал 1964 год, где на собрании колхоза Ленинское знамя было принято решение о строительстве новой восьмилетней школы села Стефанидинодар и детского сада на 50 мест. Изначально данное решение не было поддержано руководством колхоза и не вошло в итоговый протокол заседания. Но впоследствии по инициативе жителей села Стефанидинодар и учителей школы, в протокол были внесены изменения, дописаны карандашом в машинописном тексте и пунктом № 1 стало строительство восьмилетней школы на 320 мест. Место под новую школу было выделено на месте бывшей территории церкви рождества Богородицы. В 1967 году школа начала свою работу. Первым директором новой школы стал Гайворонский Борис Леонидович.
В настоящее время в церкви Рождества Пресвятой Богородицы села Стефанидинодар, в свободном доступе хранятся скан-копии ревизских сказок 1782, 1794, 1811, 1816, 1834, 1850, 1858 годов жителей, основавших современное село Стефанидинодар, духовное завещание Стефаниды Васильевны Похвисневой.
Мирошниченко А. А. Miroh-al@rambler.ru
Примечание:
1. ГАРО — государственный архив Ростовской области
2. ГАКО — государственный архив Курской области
3. ГАХО — государственный архив Харьковской области

## Население
| 1989 | 2002  | 2010  |
| ---- | ----- | ----- |
| 1227 | ↗1432 | ↘1329 |

## Достопримечательности
- Церковь Рождества Пресвятой Богородицы.
- Территория «экономии Питра» с постройками 19 века расположенная пер. Победы № 24 «Ссыпка»
- Парк